# 広丘駅

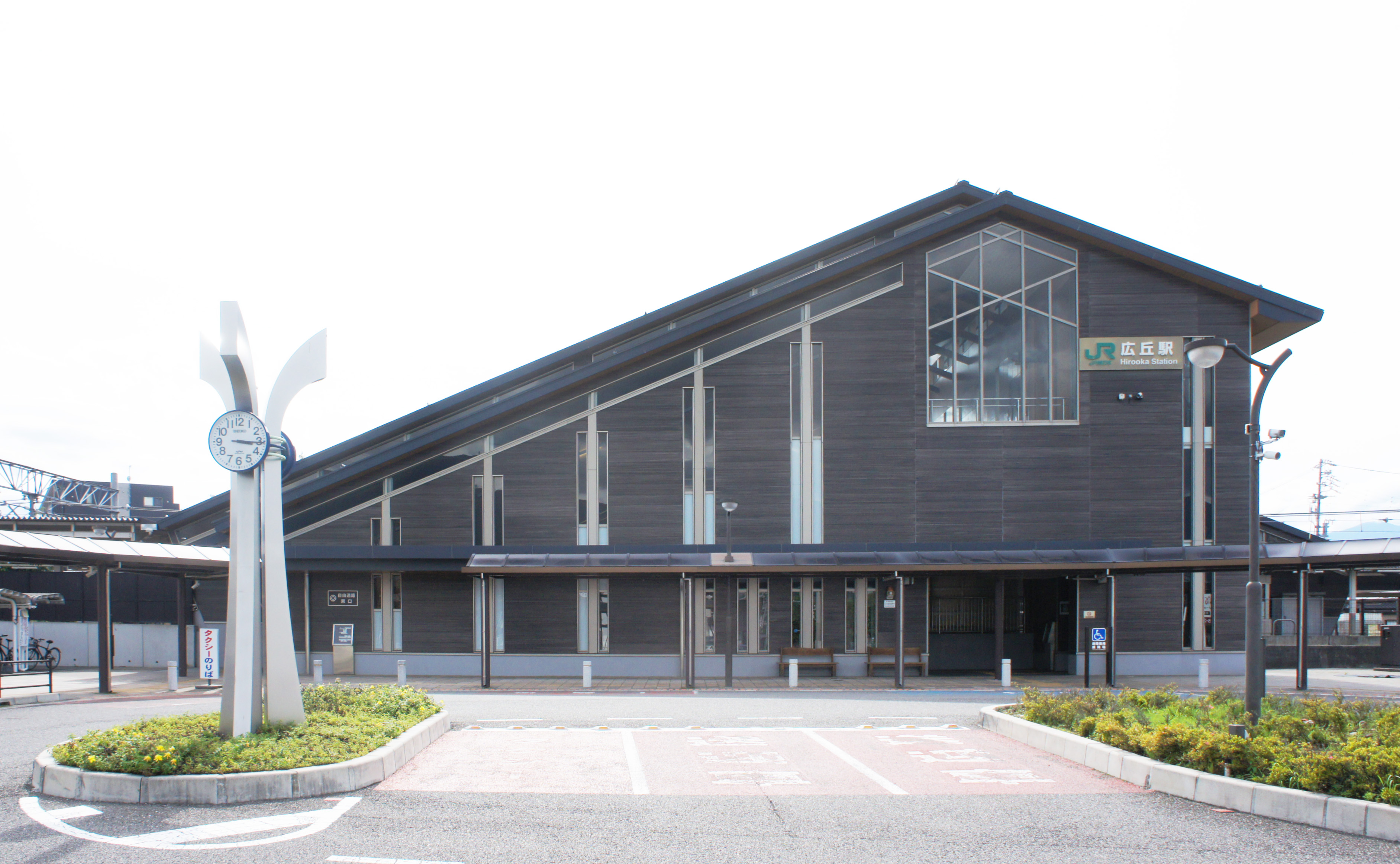
東口（2021年7月）

広丘駅（ひろおかえき）は、長野県塩尻市大字広丘野村にある、東日本旅客鉄道（JR東日本）篠ノ井線の駅である。

## 歴史
- 1933年（昭和8年）7月10日：国鉄の駅として開業[1][3]。旅客営業のみ[1]。
- 1979年（昭和54年）7月16日：業務委託駅となる[4]。
- 1984年（昭和59年）2月1日：荷物の扱いを廃止[1]。
- 1987年（昭和62年）4月1日：国鉄分割民営化に伴い、JR東日本の駅となる[1]。
- 2002年（平成14年）2月：駅周辺整備都市計画が決定[5]。
- 2006年（平成18年）
  - 9月19日：新駅舎および東西自由通路に着工。
  - 11月2日：旧駅舎使用停止に伴い、仮駅舎の使用を開始。
- 2007年（平成19年）
  - 11月：新駅舎の使用を開始。
  - 12月22日：東西自由通路および東口（国道口）の供用を開始[6]。
- 2008年（平成20年）2月15日：工事が完了。
- 2014年（平成26年）4月1日：東京近郊区間に編入される[7]。
- 2017年（平成29年）4月1日：ICカード「Suica」の利用が可能となる[8]。
- 2025年（令和7年）2月：駅番号にSN 02を設定（予定）[9]。

## 駅構造
相対式ホーム2面2線を持つ地上駅である。2007年（平成19年）に東西自由通路をもつ橋上駅舎へと改築された。改築に伴って国道19号側に東口が新設され、地上階や改札階、ホームを結ぶエレベーターの設置、ホームのかさ上げなども行われた。東口には「国道口」、西口には「短歌の里口」の愛称が付けられている。
塩尻駅管理の業務委託駅で、ステーションビルMIDORIが駅業務を受託している。みどりの窓口、自動券売機、指定席券売機（クレジットカード専用）、簡易Suica改札機が設置されている。

### のりば
| 番線 | 路線              | 方向 | 行先     |
| ---- | ----------------- | ---- | -------- |
| 1    | 篠ノ井線          | 下り | 松本方面 |
| 2    | 篠ノ井線 中央本線 | 上り | 塩尻方面 |

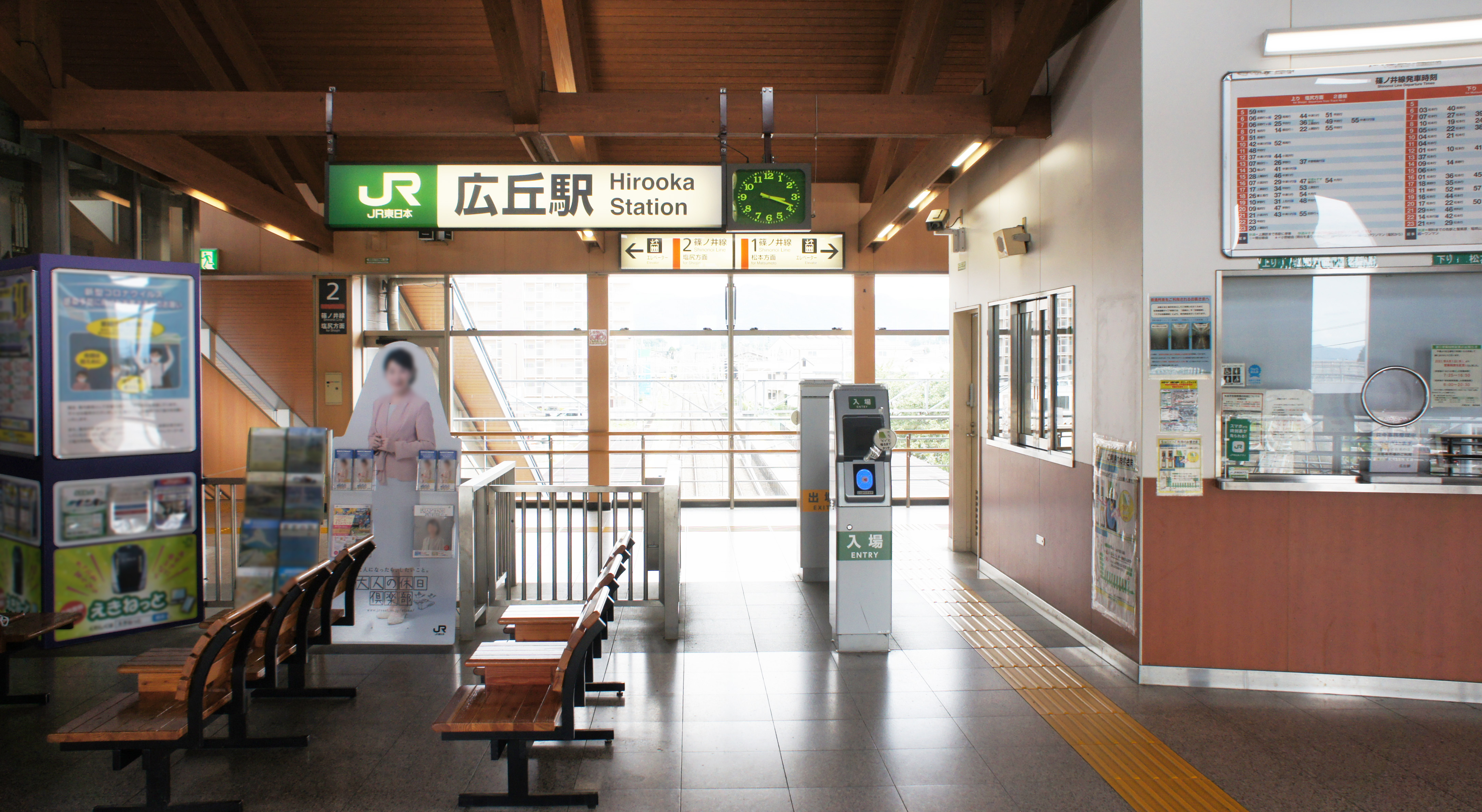
改札口（2021年7月）
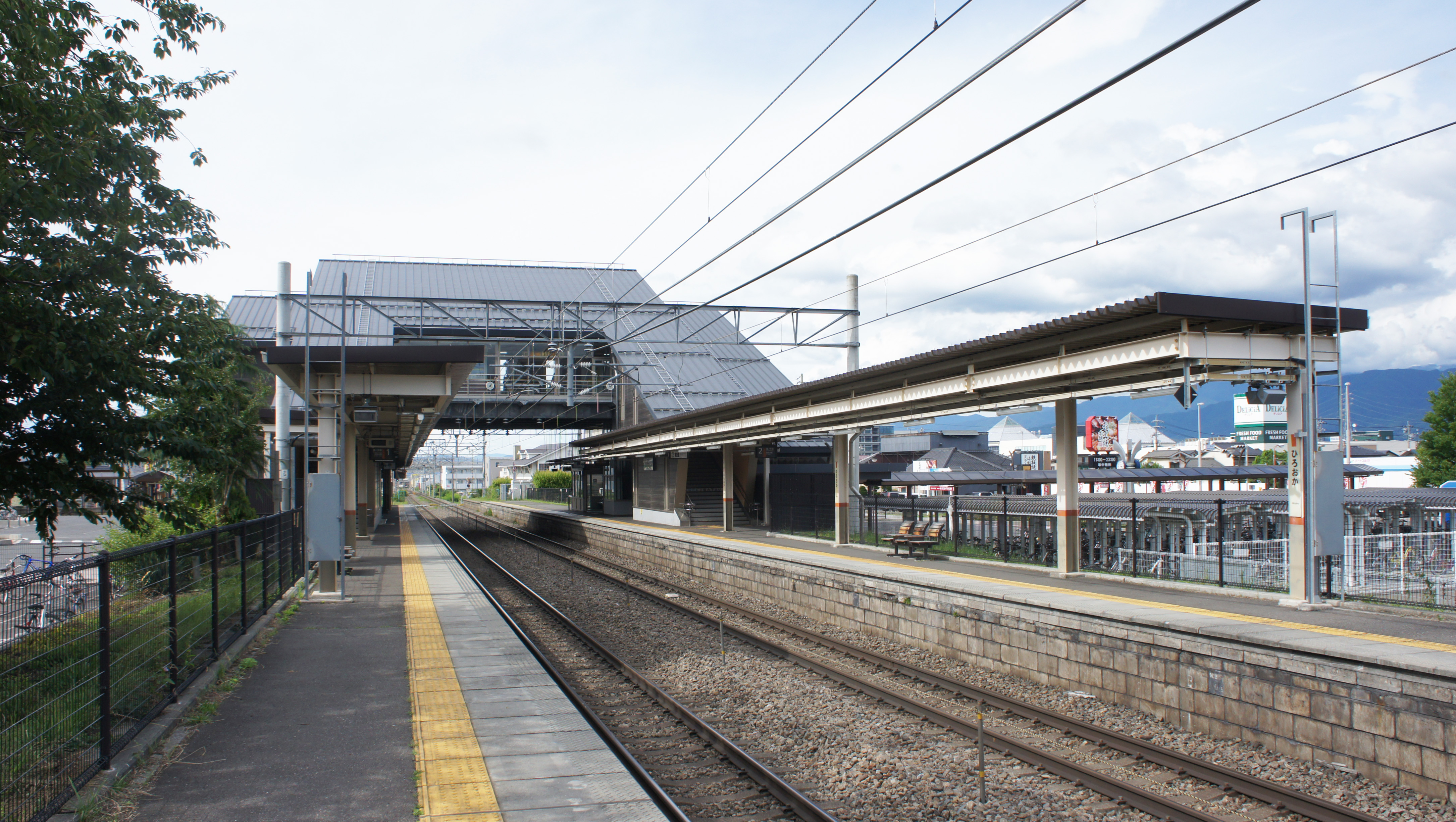
ホーム（2021年7月）

## 利用状況
JR東日本によると、2023年度（令和5年度）の1日平均乗車人員は2,641人である。
2000年度（平成12年度）以降の推移は以下のとおりである。
| 1日平均乗車人員推移 | 1日平均乗車人員推移 | 1日平均乗車人員推移 | 1日平均乗車人員推移 | 1日平均乗車人員推移 |
| 年度                | 定期外              | 定期                | 合計                | 出典                |
| ------------------- | ------------------- | ------------------- | ------------------- | ------------------- |
| 2000年（平成12年）  |                     |                     | 2,156               | [ JR 2 ] [ 市 1 ]   |
| 2001年（平成13年）  |                     |                     | 2,057               | [ JR 3 ] [ 市 1 ]   |
| 2002年（平成14年）  |                     |                     | 2,034               | [ JR 4 ] [ 市 1 ]   |
| 2003年（平成15年）  |                     |                     | 2,042               | [ JR 5 ] [ 市 1 ]   |
| 2004年（平成16年）  |                     |                     | 2,028               | [ JR 6 ] [ 市 1 ]   |
| 2005年（平成17年）  |                     |                     | 2,092               | [ JR 7 ] [ 市 1 ]   |
| 2006年（平成18年）  |                     |                     | 2,252               | [ JR 8 ] [ 市 1 ]   |
| 2007年（平成19年）  |                     |                     | 2,313               | [ JR 9 ] [ 市 1 ]   |
| 2008年（平成20年）  |                     |                     | 2,299               | [ JR 10 ] [ 市 1 ]  |
| 2009年（平成21年）  |                     |                     | 2,239               | [ JR 11 ] [ 市 1 ]  |
| 2010年（平成22年）  |                     |                     | 2,285               | [ JR 12 ] [ 市 2 ]  |
| 2011年（平成23年）  |                     |                     | 2,323               | [ JR 13 ] [ 市 2 ]  |
| 2012年（平成24年）  | 652                 | 1,747               | 2,399               | [ JR 14 ] [ 市 2 ]  |
| 2013年（平成25年）  | 660                 | 1,780               | 2,440               | [ JR 15 ] [ 市 2 ]  |
| 2014年（平成26年）  | 654                 | 1,789               | 2,443               | [ JR 16 ] [ 市 2 ]  |
| 2015年（平成27年）  | 710                 | 1,842               | 2,552               | [ JR 17 ] [ 市 2 ]  |
| 2016年（平成28年）  | 718                 | 1,908               | 2,627               | [ JR 18 ] [ 市 3 ]  |
| 2017年（平成29年）  | 754                 | 1,939               | 2,693               | [ JR 19 ] [ 市 3 ]  |
| 2018年（平成30年）  | 777                 | 1,944               | 2,722               | [ JR 20 ] [ 市 4 ]  |
| 2019年（令和元年）  | 753                 | 2,005               | 2,759               | [ JR 21 ] [ 市 4 ]  |
| 2020年（令和02年）  | 436                 | 1,848               | 2,285               | [ JR 22 ] [ 市 4 ]  |
| 2021年（令和03年）  | 436                 | 1,833               | 2,270               | [ JR 23 ] [ 市 4 ]  |
| 2022年（令和04年）  | 550                 | 1,878               | 2,428               | [ JR 24 ] [ 市 4 ]  |
| 2023年（令和05年）  | 688                 | 1,953               | 2,641               | [ JR 1 ]            |

## 駅周辺
住宅地である。駅の西側（西口）に従来からの商店街が形成され、駅の東側（東口）は国道19号に面している。

### 短歌の里口（西口）
- 塩尻短歌館[3]
- 松本ハイランド農業協同組合広丘支所
- 塩尻市役所広丘支所[3]
- えんてらす
- 塩尻市立図書館広丘図書館[12]
- 長野県道25号塩尻鍋割穂高線
- 長野県道294号原洗馬停車場線
- 郷原宿
- 塩尻北部公園
- 堅石自由広場
- 奈良井川
- 笹賀運動広場
- 信州スカイパーク（長野県松本平広域公園）
- 信州まつもと空港

### 国道口（東口）
- セイコーエプソン広丘事業所
- 国道19号
- 長野県道290号南原広丘停車場線
- ギャザ
- 広丘消防署
- 野村八幡池
- 八十二銀行広丘支店
- ラ・ムー広丘店
- 田川
- 高速バス 長野道広丘野村停留所 - 約2 km

## バス路線
当駅発着の路線バスは以下のように西口と東口に分かれて発着している。
広丘駅西口
- のるーと塩尻 - 広20[13]

広丘駅（駅西口）
- 朝日村営バス[14]

JR広丘駅（西口）
- 山形村役場⇒JR広丘駅直行バス - 到着のみ[15]

広丘駅東口
- 塩尻市地域振興バス - 片丘線（大宮八幡・塩尻駅方面）[16]、塩尻北部線（まつもと医療センター方面）
- のるーと塩尻 - 広21[13]

## 隣の駅
東日本旅客鉄道（JR東日本）
 中央本線・ 篠ノ井線
□快速（一部は通過）・■普通（いずれも「みすず」含む）
塩尻駅 - 広丘駅 - 村井駅

### 記事本文
1. 1 2 3 4 5  石野哲 編『停車場変遷大事典 国鉄・JR編 II』（初版）JTB、1998年10月1日、205頁。ISBN 978-4-533-02980-6。
2. 1 2  “駅業務委託｜駅ビジネス事業｜事業紹介”.   ステーションビルMIDORI. 2022年4月1日閲覧。
3. 1 2 3 4 5  信濃毎日新聞社出版部 編『長野県鉄道全駅』（増補改訂版）信濃毎日新聞社、2011年7月24日、76頁。ISBN 9784784071647。
4. ↑  「第2章 近代化／IV 旅客」『長鉄局三十年史』日本国有鉄道長野鉄道管理局、1980年10月14日、183頁。
5. ↑  「塩尻の広丘駅舎橋上化 市が構想図を提示 議会全協に」『信濃毎日新聞』信濃毎日新聞社、2003年7月9日、朝刊、16面。
6. ↑  『信濃毎日新聞』信濃毎日新聞社、2007年11月23日、地域欄。
7. ↑  『Suicaの一部サービスをご利用いただける駅が増えます』（PDF）（プレスリリース）東日本旅客鉄道、2013年11月29日。オリジナルの2019年2月14日時点におけるアーカイブ。2020年3月24日閲覧。
8. ↑  『Suicaをご利用いただける駅が増えます』（PDF）（プレスリリース）東日本旅客鉄道、2016年12月2日。オリジナルの2019年3月27日時点におけるアーカイブ。2020年3月24日閲覧。
9. ↑  『JR東日本長野支社管内へ「駅ナンバリング」を拡大します』（PDF）（プレスリリース）東日本旅客鉄道長野支社、2024年12月13日。オリジナルの2024年12月13日時点におけるアーカイブ。2024年12月16日閲覧。
10. ↑  駅構内図（広丘駅） 東日本旅客鉄道、2021年4月19日閲覧。
11. 1 2  “JR東日本：駅構内図・バリアフリー情報（広丘駅）”.   東日本旅客鉄道. 2025年5月21日閲覧。
12. ↑  “塩尻市立図書館 広丘図書館（えんてらす）”. 2022年10月7日時点のオリジナルよりアーカイブ。2020年10月6日閲覧。
13. 1 2  “のるーと塩尻パンフレット（2025年4月現在版）” (PDF). AI活用型オンデマンドバス「のるーと塩尻」の運行について／塩尻市公式ホームページ.   塩尻市 (2025年5月12日). 2025年5月21日閲覧。
14. ↑  “2025年4月1日版 朝日村公共交通ガイド” (PDF). 地域公共交通 ご利用案内／朝日村公式ウェブサイト.   朝日村 (2025年4月1日). 2025年5月21日閲覧。
15. ↑  “山形村の公共交通（路線バス・地域連携バス・JR広丘駅直行バス）のご案内 - 長野県山形村”.   山形村. 2025年5月21日閲覧。
16. ↑  “片丘線（広丘駅経由コース）R7年4月1日” (PDF). 塩尻市地域振興バス「すてっぷくん」の運行路線及び時刻／塩尻市公式ホームページ.   塩尻市 (2025年4月1日). 2025年5月21日閲覧。

### 利用状況

#### JR東日本
1. 1 2  “各駅の乗車人員（2023年度）”.   東日本旅客鉄道. 2024年7月20日閲覧。
2. ↑  “各駅の乗車人員（2000年度）”.   東日本旅客鉄道. 2019年3月29日閲覧。
3. ↑  “各駅の乗車人員（2001年度）”.   東日本旅客鉄道. 2019年3月29日閲覧。
4. ↑  “各駅の乗車人員（2002年度）”.   東日本旅客鉄道. 2019年3月29日閲覧。
5. ↑  “各駅の乗車人員（2003年度）”.   東日本旅客鉄道. 2019年3月29日閲覧。
6. ↑  “各駅の乗車人員（2004年度）”.   東日本旅客鉄道. 2019年3月29日閲覧。
7. ↑  “各駅の乗車人員（2005年度）”.   東日本旅客鉄道. 2019年3月29日閲覧。
8. ↑  “各駅の乗車人員（2006年度）”.   東日本旅客鉄道. 2019年3月29日閲覧。
9. ↑  “各駅の乗車人員（2007年度）”.   東日本旅客鉄道. 2019年3月29日閲覧。
10. ↑  “各駅の乗車人員（2008年度）”.   東日本旅客鉄道. 2019年3月29日閲覧。
11. ↑  “各駅の乗車人員（2009年度）”.   東日本旅客鉄道. 2019年3月29日閲覧。
12. ↑  “各駅の乗車人員（2010年度）”.   東日本旅客鉄道. 2019年3月29日閲覧。
13. ↑  “各駅の乗車人員（2011年度）”.   東日本旅客鉄道. 2019年3月29日閲覧。
14. ↑  “各駅の乗車人員（2012年度）”.   東日本旅客鉄道. 2019年3月29日閲覧。
15. ↑  “各駅の乗車人員（2013年度）”.   東日本旅客鉄道. 2019年3月29日閲覧。
16. ↑  “各駅の乗車人員（2014年度）”.   東日本旅客鉄道. 2019年3月29日閲覧。
17. ↑  “各駅の乗車人員（2015年度）”.   東日本旅客鉄道. 2019年3月29日閲覧。
18. ↑  “各駅の乗車人員（2016年度）”.   東日本旅客鉄道. 2019年3月29日閲覧。
19. ↑  “各駅の乗車人員（2017年度）”.   東日本旅客鉄道. 2019年3月29日閲覧。
20. ↑  “各駅の乗車人員（2018年度）”.   東日本旅客鉄道. 2019年7月11日閲覧。
21. ↑  “各駅の乗車人員（2019年度）”.   東日本旅客鉄道. 2020年7月12日閲覧。
22. ↑  “各駅の乗車人員（2020年度）”.   東日本旅客鉄道. 2021年7月24日閲覧。
23. ↑  “各駅の乗車人員（2021年度）”.   東日本旅客鉄道. 2022年8月7日閲覧。
24. ↑  “各駅の乗車人員（2022年度）”.   東日本旅客鉄道. 2023年7月11日閲覧。

#### 塩尻市
1. 1 2 3 4 5 6 7 8 9 10  “統計しおじり2010年（平成22年）版” (xls).  塩尻市 (2011年10月1日). 2017年10月7日時点のオリジナルよりアーカイブ。2017年10月7日閲覧。
2. 1 2 3 4 5 6  “統計しおじり2016年（平成28年）版” (xls).  塩尻市 (2017年6月1日). 2017年10月7日時点のオリジナルよりアーカイブ。2017年10月7日閲覧。
3. 1 2  “統計しおじり2018年（平成30年）版” (xls).   塩尻市 (2019年5月31日). 2019年7月11日閲覧。
4. 1 2 3 4 5  “JR市内各駅乗客数の推移” (xls). 統計しおじり2023(令和5)年版／塩尻市公式ホームページ.   塩尻市 (2024年4月15日). 2025年5月21日閲覧。